# 龙海家园
龙海家园是中國廣東省深圳市南山區內一个公租房住宅区，位于前海开发区东南侧、平南铁路西侧，由法國AREP設計公司及悉地國際合作設計。该住宅区由东面的月亮湾大道、南面的前海六路、北面的宝安大道夹构而成。龙海家园占地面积134,765.63平方米，总建筑面积703,701.12平方米，2014年12月交付使用。基准租金标准为19.8元/月·平方米。
龙海家园建设方为深圳地铁集团物业开发总部，项目位于深圳地铁前海车辆段上盖，总房源12,363套。

## 历史
2014年最后一天起，龙海家园公共租赁住房初审合格认租申请家庭名单在深圳政府在线、市住建局和市租赁中心的3个网站公示。这份公示的审核合格名单显示，有6658份申请人为1人1户、2851份申请人为2人1户、6381份申请人为3人1户。申请人的现住房、婚姻、户籍、计生等信息通过公示方法更新错误，并由公众举报虚假内容。

## 租赁
龙海家园的租赁对象为社会配租对象、前海管理局、重点企事业单位定向配租、和物业用房。面向重点企事业单位配租房源共2598套（以整體出租方式向企業出租，再分租予員工），其中单身公寓242套、一房一厅1236套、两房一厅1120套。面向社会配租的5024套住房中单身公寓446套、一房一厅2190套、两房一厅2388套。

## 供熱來源
- 太阳能集中供应热水系统
- 管道燃气（天然气）

## 交通
该项目建设末期及交付使用初期仅有深圳地铁1号线鲤鱼门站A出口开放。包括前海六路、前海十一路在内的道路为龙海家园工程车辆所使用，并未对社会车辆开放。在2016年，穿過本項目的桂灣三路高架路正式通車，方便居民進出屋邨之餘，亦方便外來人士進入前海。其後另一條穿過本項目的桂灣四路亦已於2017年12月7日通車。另外，由於桂灣三路啟用，本屋苑停車場自2016年7月1日起實施收費（此前為免費使用）。

## 商場
商場名為龍海商業廣場，分南、北兩區，分別位於本項目中區及北區，在住宅平台之下，設有百貨超市、超級市場、食肆、電影院、地產中介、教育藝術等店舖。

## 物业管理
本屋苑由深圳市地鐵集團轄下地鐵物業公司管理。